# Грушевидная мышца
Грушевидная мышца (лат. Musculus piriformis) — мышца внутренней группы мышц таза.
Имеет вид плоского равнобедренного треугольника, основание которого берёт начало от латеральной поверхности крестца, латеральнее отверстий между II и IV крестцовыми тазовыми отверстиями. Конвергируя, мышечные пучки направляются к наружней части, выходят из полости малого таза через большое седалищное отверстие (лат. foramen ischiadicum majus) и, переходя в узкое и короткое сухожилие, прикрепляются к вершине большого вертела бедренной кости.
Проходя через большое седалищное отверстие, мышца его полностью не заполняет, оставляя по верхнему и нижнему краю небольшие щели, через которые проходят сосуды и нервы.

## Функция
Отвечает за наружную ротацию бедра и ноги. При фиксированной ноге может наклонять таз в свою сторону.

## Синдром грушевидной мышцы
В некоторых случаях грушевидная мышца может спазмироваться, укорачиваться и уплотняться, что приводит к ущемлению седалищного нерва между внутренней запирательной и грушевидной мышцами. Ущемление седалищного нерва вызывает симптомы ишиаса: боль в ягодице, бедре, отдающие в колено, а также онемение и другие неврологические симптомы .